# Лоція

Карта-лоція Дніпра

Ло́ція (від нід. loodsen — «вести корабель») — посібник для плавання, який дає повний опис морів, річок, узбереж. Містить опис примітних місць, навігаційних знаків та берегів, детальні описи складних навігаційних ділянок. Також містить безпечні шляхи та якірні місця, спосіб прийому палива та провізії.